# Enrico Benzing
Enrico Benzing (Milano, 17 giugno 1932) è un giornalista e ingegnere italiano.

## Biografia
Figlio dello scrittore Mario Benzing e già direttore responsabile di "Auto-Moto", dopo gli studi di ingegneria meccanica ed aerotecnica, ha scritto su "La Gazzetta dello Sport", come responsabile delle rubriche motoristiche e inviato alle gare di Formula 1. Chiamato da Indro Montanelli; dal 1974, ha scritto per oltre quarant'anni su Il Giornale. Commissario tecnico della Federazione Motociclistica Italiana, ha rappresentato l'Italia in seno alla commissione tecnica della Federazione Internazionale dell'Automobile.
Ha vinto i premi U.S.S.I. nel 1956, la prima edizione del premio "Dino Ferrari" nel 1963, nel 1977 il "Premiolino" per uno scoop su Enzo Ferrari, nel '92 il Premio Gino Palumbo alla carriera, nel 1999 il premio "Motor Monza", nel 2003 il Premio U.I.G.A. alla carriera; nel 2005 il Premio dell'Automobile Club di Milano alla carriera. È membro della Society of Engineers britannica.
Esperto di aerodinamica, ha progettato profili alari per diverse vetture monoposto, anche di Formula 1; ha pubblicato saggi di tecnica motoristica, aerodinamica, monografie e vari cataloghi ragionati.